# Толстиковська волость
Толстиковська волость — історична адміністративно-територіальна одиниця Краснинського повіту Смоленської губернії з центром у селі Крюково.
Станом на 1885 рік складалася з 27 поселень, 13 сільських громад. Населення — 2284 особи (1092 чоловічої статі та 1192 — жіночої), 339 дворових господарств.
|                     | Площа, десятин | У тому числі орної, дес. |
| ------------------- | -------------- | ------------------------ |
| Сільських громад    | 3572           | 2092                     |
| Приватної власності | 4045           | 937                      |
| Іншої власності     | 135            | 24                       |
| Загалом             | 7752           | 3053                     |

Найбільше поселення волості станом на 1885:
- Крюково — колишнє власницьке село при річці Селезвенка за 15 верст від повітового міста, 40 осіб, 7 дворів, православна церква, богодільня, школа, вітряний млин, щорічний ярмарок. За 5 верст — каплиця, винокурний завод, водяний млин. За 7 — православна церква, щорічний ярмарок.